# Es lebe das Leben
Es lebe das Leben ist ein österreichisches Filmdrama aus dem Jahr 1949 von E. W. Emo mit Geraldine Katt und Fritz Lehmann in den Hauptrollen.

## Handlung
Wien, in der frühen Nachkriegszeit. Franz Breitner, der zur Untermiete in einem Haus in der Vorstadt wohnt, muss sich, wie alle in jenen Jahren, irgendwie durchwursteln. Sein Gehalt als Chauffeur reicht nur mühsam zum Leben. Regelmäßig flirtet Franz mit Mitzi, der Tochter der Hausbesorgerin, schaut sich aber auch nach anderen attraktiven, jungen Damen um. Eine von ihnen heißt Biggy und wohnt gegenüber. Als er einige verpackte Blumen in ihre Wohnung hineinwerfen will, befestigt er daran, zwecks besserer Wurfmöglichkeit, einen Stein. Das Päckchen zertrümmert prompt die Fensterscheibe und führt dazu, dass Biggy von ihrer Vermieterin gekündigt wird. Wenig später sieht Franz Biggy auf einer Straße und bittet sie, da er ein schlechtes Gewissen hat, ihn zu sich zu begleiten. Biggy ist zunächst sehr reserviert, dann aber taut sie allmählich auf. Man beginnt sich zu verstehen, man mag sich, man verkracht sich und trennt sich dann wieder. Aus Wut über ihn geht Biggy einmal sogar so weit, dass sie Franz bei der Polizei wegen Schmuggelei anzeigt. Die wirtschaftliche Not führt ihn schließlich dazu, den luxuriösen Wagen des Direktors Huber zu stehlen, um ihn zu Geld zu machen. Der Plan geht schief, dafür hat Franz nun die Wirtschaftspolizei am Hals, die bei ihm eine Hausdurchsuchung vornimmt und geschmuggelte Cognacflaschen entdeckt. Vor Biggys entsetzten Augen wird er abgeführt. Nachdem er wieder heimgekehrt ist, versöhnen sich Franz und Biggy wieder. Der junge Mann nimmt sich fest vor, ab sofort nur noch ehrlich zu sein.
Doch ehrliche Arbeit, von der man auch leben kann, findet sich nicht so leicht. Sein alter Chef hat ihn gefeuert, doch ausgerechnet jener fast bestohlene Direktor Huber gibt ihm eine Chance und stellt ihn als seinen Chauffeur ein. Davon wissen aber Franzens frühere Gaunerkumpane, der Watschen-Sepp und der Tausch-Toni, nichts und stehlen Hubers Wagen zum zweiten Mal. Franz nimmt ihnen jedoch sofort den Wagen wieder ab und schwindelt Herrn Huber, der sein Auto bereits vermisst hat, vor, dass er mit dessen Auto eine kleine Spritztour unternommen habe. Enttäuscht von ihm, entlässt auch Direktor Huber Franz. Immer mehr schlägt sich die soziale und ökonomische Situation auch auf die Beziehung zwischen Biggy und Franz durch. In ihrer Verzweiflung nimmt Biggy wieder Kontakt zu ihrem Ex-Freund auf, während Franz dich bei seiner erneuten Arbeitsuche eine Abfuhr nach der anderen einhandelt. Schließlich gibt er dem Drängen seiner Kumpane nach und stiehlt erneut Hubers Wagen. Ausgerechnet in dem Moment, wo sie mit dem den Pkw fortfahren wollen taucht Biggy auf, um bei Herrn Huber für Franz ein gutes Wort einzulegen. Auf der Flucht mit Hubers Wagen rammen die Carnapper ein Mädchen – es ist Hubers Tochter. Franz hält an und bringt das Mädchen ins Krankenhaus. Von dort informiert er Herrn Huber. Irrtümlicherweise verhaftet die anrückende Polizei auch den Direktor. Franz klärt den Irrtum auf. Am Ende ermöglicht Herr Huber Franz eine neue Lebensbasis, in dem er ihm die Pacht einer kleinen Tankstelle mit angeschlossenem Häuschen mit Garten verschafft.

## Produktionsnotizen
Es lebe das Leben entstand in den Filmateliers von Wien-Sievering und mit Außenaufnahmen in Wien und Umgebung. Der Film wurde am 23. September 1949 in Wien uraufgeführt. Die deutsche Premiere erfolgte am 6. November 1950 in München. 
Friedrich Erban übernahm die Produktionsleitung. Fritz Jüptner-Jonstorff schuf die Filmbauten.

## Kritiken
Im Filmdienst heißt es: „Ein Zeitfilm ohne Zeitnähe.“